# Tmarus hazevensis
Tmarus hazevensis là một loài nhện trong họ Thomisidae.
Loài này thuộc chi Tmarus. Tmarus hazevensis được Gershom Levy miêu tả năm 1973.